# 川勝清司
川勝 清司（かわかつ きよし、1953年4月 - ）は、日本の教育者。元学校法人日ノ本学園理事長。研究分野は、科学教育、教育学。

## 略歴
1953年生まれ。1976年、京都大学教育学部卒業。京都大学大学院教育研究科修士課程修了。1982年、京都大学大学院教育研究科博士課程・満期退学。姫路日ノ本短期大学学長を経て、2006年、学校法人日ノ本学園理事長となる。長年にわたり、キリスト教の思想に基づいた教育に尽力した。2009年、姫路日ノ本短期大学学長と学校法人日ノ本学園理事長を退職。所属学会は、日本教育学会。

## 主な論文
- 「O.F.ボルノーにおける人間の開放性についての考察」 京都大学教育学部紀要28/、1982年
- 「人間の開放性についての探求<1>」 日ノ本学園短期大学研究紀要14/、1986年
- 「人間の開放性についての探求<2>」 日ノ本学園短期大学研究紀要15/、1987年
- 「『生きられる未来』の姿 E.ミンコフスキーの時間論によって」 日ノ本学園短期大学研究紀要/22、193、1994年
- 「道徳教育構築のための一試論」 日ノ本学園短期大学研究紀要/25、37、1997年
- 「学校の時代の終焉<1>」 日ノ本学園短期大学研究紀要/26、19、1998年
- 「保育方法のキーワード」 日ノ本学園短期大学研究紀要/27、47-52、1999年
- 「保育の基本的性格」 日ノ本学園短期大学研究紀要/28、85-93、2000年